# 追殺 (板球)
在板球运动中，追杀或截杀（英語：run out）是出局方式的一种。板球规则 38 条是有关追杀的规定。

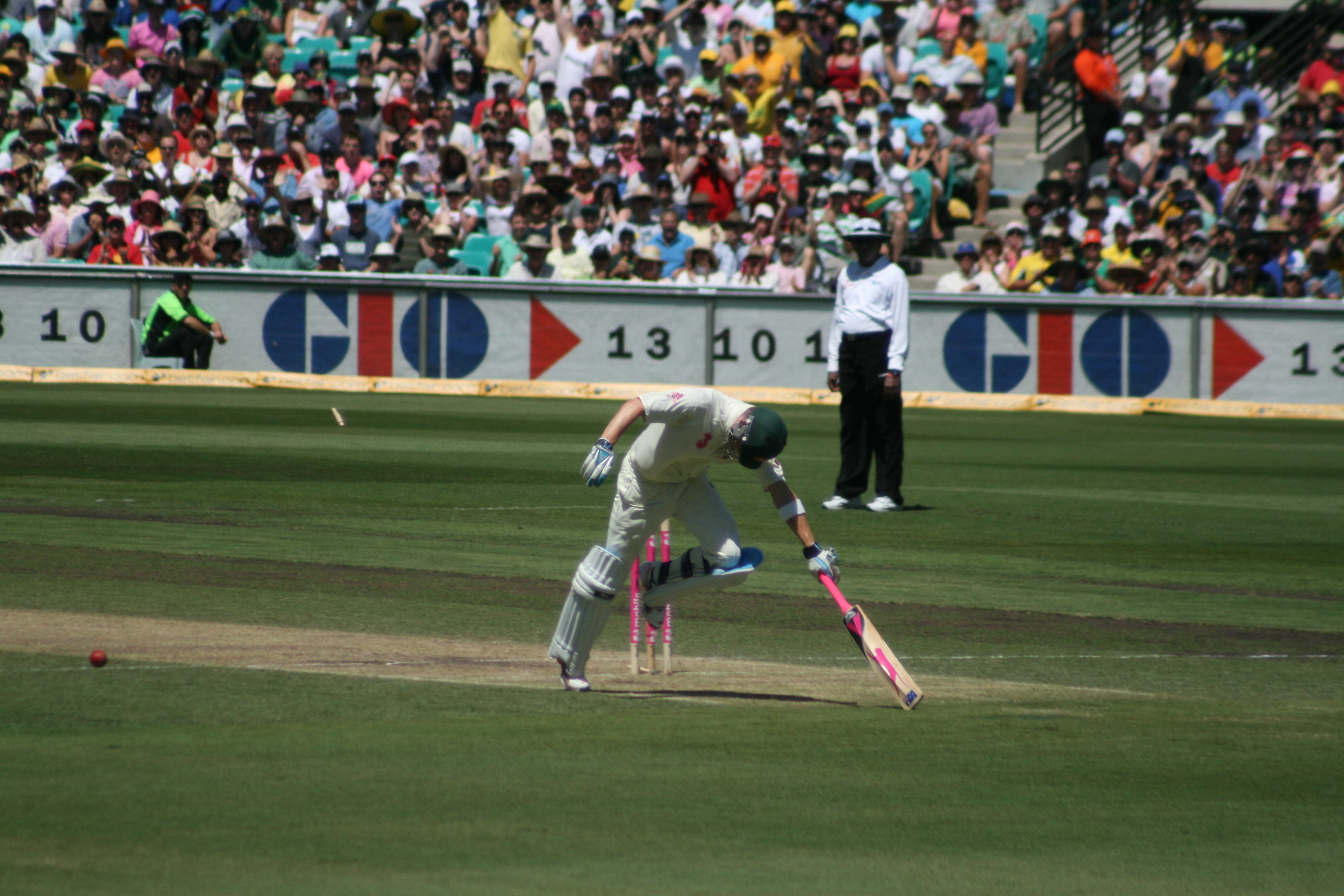
图为2009年1月，迈克尔·克拉克（Michael Clarke）在悉尼板球場举行的澳大利亚对南非的第三场锦标赛中避免追杀。

## 规则
当球正在跑分时，击球手的球拍的任何部分或其他人在防线内，背后没有任何人防守，在此情况下，三柱门被对方公平的击倒，击球手判追杀出局。
即使传球为无球（不公平传球），也不论是否试图跑分，击球手仍被判追杀。但有如下例外：
(1) 球员在界限内防守，但当三柱门被击倒后，为了避免受伤，击球手随后躲开，击球员并非追杀。
(2) 如果在投球手完成投球跨步三柱门被击倒之前，外野手未触球（包括头盔在内），并非追杀。（这也就是说，投球手击杀了击球员而不是追杀。这也意味着如果击球手击倒陪跑员的三柱门后击中陪跑员，在此之前球无任何其他触碰，此时陪跑员并非追杀。）
(3) 击球手如果能被判持球撞柱，就不按追杀判。（在此情况下，如果是公平投球下的无球，也并非追杀。）
在离三柱门倒下的最近一侧的击球手被判追杀。在追杀之前击球手及其队伍的跑分仍然有效（接杀则相反）。投球手不得分。

### 追杀击球手“防守”
当投球手进入他传球区时，陪跑员通常处于“防守”状态。这意味着他离开他的区域线，走向三柱门的另一端，以便击球手试图击球时，陪跑员能节省时间，尽快到达另一端。
有时击球员在防守时，在投球手投球之前提前离开区域界限接球。此时，投球手会试图追杀陪跑员。此种出局方式虽然符合规定，但不符合比赛精神，因为陪跑员经常会时不时的跑出界限。投球手本应警告击球手待在界限内而不是将其三柱门击倒。如果失败，击球手回到原位置，此投球为死球。但在顶级赛中一直有争议。

#### 曼卡德式追杀出局
这种出局方式的最著名的事件涉及印度球手凡农·曼卡德（Vinoo Mankad）。这是1947 年 12 月 13 日印度在澳大利亚 悉尼的第二次 锦标赛 期间发生的。在传球中，曼卡德紧抓球不放并当比尔·布朗在界限外时拍击下了（三柱门上的）横木。曼卡德追杀了比尔·布朗。这是曼卡德第二次用此方式使比尔·布朗出局—他已经在澳洲十一赛中使用过。当时他在使布朗出局前曾警告过他。澳大利亚新闻界强烈谴责 曼卡德缺乏球员精神，尽管一些澳大利亚人，包括当时任澳大利亚队队长的丹·布莱德曼（ Don Bradman），支持曼卡德的做法。投球手追杀击球手的例子可追溯到十九世纪的顶级板球赛。但自此事件后，如果球员以这种方式出局，说明他已经被曼卡德了。

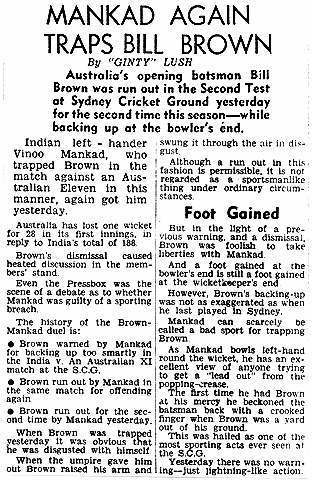
关于布朗追杀的新闻报道

自那时起， 板球规则有所改变，当投球手进入投球区后，不可再对击球手使用曼卡德式追杀。不过，根据板球规则第 42条15项 的规定，出界的陪跑员仍有可能被已开始投球并未到达投球区的投球手追杀。 [附录 D 2000条定义了投球后摆时的投球区界限； 它自投球手的后腿脚跟开始，至前腿脚尖。]
在 室内板球赛中，曼卡德式追杀 仍被允许。在这种情况下，击球员实际上会被判“曼卡德式追杀出局”而并非“追杀”。

#### 板球锦标赛中曼卡德式追杀的实例
1. 比尔·布朗 被 凡农·曼卡德曼卡德式追杀， 澳大利亚对 印度， 悉尼，1947年-1948年[1]
2. 伊恩·雷德帕思 被 查理·格里菲思曼卡德式追杀，澳大利亚 对 西印度群岛， 阿德莱德， 1968年-1969年[2]
3. 德里克·兰德尔 被 埃文·查特菲尔德曼卡德式追杀， 英格兰 对新西兰， 基督城，1977年-1978年[3]
4. 西坎德尔·巴克特 被艾伦·赫斯特曼卡德式追杀， 巴基斯坦 对 澳大利亚， 佩思，1978年-1979年[4]

#### 国际单日赛中曼卡德式追杀的实例
The batsman's team is listed first.
1. 1.	布莱恩·拉卡斯特 由 格雷格·查珀尔曼卡德式追杀，英格兰 v 澳大利亚，墨尔本，1974年-1975年[5]
2. 2.	格兰特·佛拉瓦 由 迪帕克·帕特尔曼卡德式追杀， 津巴布韦 v 新西兰， 哈拉雷，1992年-1993 年[6]
3. 3.	彼得·柯尔斯滕 由 卡佩尔·德瓦曼卡德式追杀， 南非 v 印度、 伊丽莎白港、 1992年-1993 年[7]

#### 沃尔什，拉夫齐曼卡德式追杀
西印度群岛的考特内·沃尔什因被拒判对方最后一个击球员巴基斯坦的 萨利姆·贾法尔为曼卡德追杀而著名。因在1987年世界杯防守出界太远，但击球手仍获一个警告。巴基斯坦失利使西印度群岛进军半决赛。在孟加拉国和巴基斯坦的锦标赛中发生了同样的事。在2003 年的木尔坦锦标赛中巴基斯坦最终只赢得1 个三柱门得分。孟加拉国的穆罕默德·拉法齐 未成功追杀巴基斯坦的奥马尔·古尔。如果拉法齐能击倒孟加拉国的三柱门，这场比赛就会赢得非常著名。

## 引用
1. ↑  India in Australia Test Series - 2nd Test, match scorecard[], Cricinfo, Retrieved on 28 February 2009
2. ↑  The Frank Worrell Trophy - 4th Test, match scorecard, Cricinfo, Retrieved on 28 February 2009
3. ↑  England in New Zealand Test Series - 2nd Test, match scorecard, Cricinfo, Retrieved on 28 February 2009
4. ↑  Pakistan in Australia Test Series - 2nd Test, match scorecard （页面存档备份，存于）, Cricinfo, Retrieved on 28 February 2009
5. ↑  England in Australia ODI Match, match scorecard, Cricinfo, Retrieved on 28 February 2009
6. ↑  New Zealand in Zimbabwe ODI Series - 2nd ODI, match scorecard, Cricinfo, Retrieved on 28 February 2009
7. ↑  India in South Africa ODI Series - 2nd ODI, match scorecard, Cricinfo, Retrieved on 28 February 2009